# New York (állam)
New York (IPA [nuː ˈjɔrk], ejtsd kb. nú jork) az Amerikai Egyesült Államok Közép-atlanti és északkeleti régiójának egyik tagállama, az államok harmadik legnépesebb tagállama. Gyakran kiegészítik nevét az állam szóval, hogy elkerüljék az összetévesztést New York várossal. Mind az állam, mind a város (melynek eredeti neve Új-Amszterdam volt) az akkori yorki herceg, James Stuart, a későbbi II. Jakab után kapta nevét. Ikonikus helyszínekről ismert, mint New York City, a Wall Street, a Szabadság-szobor és a Niagara-vízesés. Emellett jelentős történelmi szerepe volt az amerikai függetlenségi háborúban, valamint világhírű egyetemeknek és lenyűgöző természeti tájaknak ad otthont. 141 298 km2-es területével a szövetségi államok 27. legnagyobb tagállama, ezzel az USA teljes területének mintegy 1,4%-át adja. Illetve közel 19 millió fős lakosságával a negyedik legnépesebb tartomány, ezzel az USA népességének 5,84%-ával rendelkezik, népsűrűsége az országos átlag ötszöröse.
Nyugatról és északról a Kanada, keletről Vermont, Massachusetts és Rhode Island, délről pedig New Jersey és Pennsylvania határolja. Székhelye "a Szövetség Bölcsőjének" illetve a "Smalbany"-nak is nevezett Albany, amely történelmi jelentőségéről és politikájáról híres, mivel itt található az állam kormányzati központja. Az Empire State Plaza, egy modern építészeti csoda, és a híres New York-i Állami Múzeum is itt található, amelyek hozzájárulnak a város kulturális vonzerejéhez. De nevezetesebb települései közé tartozik az állam legnagyobb városa és a világ egyik legismertebb metropolisza, híres pénzügyi, kulturális és művészeti központ New York City, a Niagara-vízesés közelségéről és ipari történelméről ismert Buffalo, az ipari város Rochester, amely híres volt fénykorában a fényképezőgépekről és optikai eszközökről, illetve Syracuse egy Ismert egyetemi város, a Syracuse Egyetem otthona, valamint ipari központ.
Az Egyesült Államok északkeleti részén található, és változatos földrajzi tájakkal rendelkezik. Az állam északi részén az Adirondack-hegység és a Catskill-hegység emelkednek, míg a déli részén a Hudson folyó völgye és a Niagara-vízesés található. New York állam partvidéke az Atlanti-óceán mentén húzódik, és jelentős tóvidékkel rendelkezik, például a Saratoga-tó, a Nagy-tavak közelében fekszik. A területet gazdag erdők, síkságok és mezőgazdasági vidékek jellemzik. Az állam területe változatos, ami lehetővé teszi a gazdaság széleskörű fejlődését.
New York állam történelme gazdag és jelentős, különösen az Egyesült Államok kialakulásában. Az őslakos amerikaiak, különösen az Iroquois szövetség, régóta éltek a területen, mielőtt az európaiak, különösen a hollandok, az 1600-as évek elején megérkeztek. A hollandok New Amsterdam néven alapították meg településeiket (amely később New York néven vált ismertté, amikor az angolok 1664-ben elfoglalták). A brit uralom alatt New York kulcsfontosságú szerepet játszott az amerikai függetlenségi háborúban. Az állam 1776. július 9-én vált függetlenné. Amerikai Egyesült Államok alkotmányát 1788. július 26-án hagyta jóvá az, amivel a tizenegyedik tagállam lett. Az ipari forradalom idején is fontos szereplővé vált, különösen az Erie-csatorna megépítésével, amely összekötötte a Nagy-tavakat és az Atlanti-óceánt, jelentősen elősegítve az állam gazdasági fejlődését. A 20. században New York továbbra is az Egyesült Államok politikai, pénzügyi és kulturális központja maradt, különösen New York City révén, amely a világ egyik legfontosabb metropolisza lett.

## Földrajz

New York állam domborzati térképe

New York területe 141 300 km² (54 556 négyzetmérföld), ezzel az Egyesült Államok 27. legnagyobb állama. A robusztus Adirondack-hegység fekszik az állam északkeleti részén hatalmas vad tájaival. Tőle keletre, a vermonti határon fekszik a Champlain-tó völgye, melyben a Hudson folyó folyik délre az Atlanti-óceán felé.  Az állam déli részének legnagyobb területe az Allegheny-platón terül el, mely a délkeleti Catskill-hegység északnyugati oldalán emelkedik ki. Nyugati területét az Allegheny, illetve a Susquehanna és Delaware folyók rendszerei hálózzák be. A Delaware folyó vízgyűjtő területéről szóló megállapodás – amit 1961-ben írt alá New York, New Jersey, Pennsylvania, Delaware és a szövetségi kormány – szabályozza a Delaware-rendszer vizének hasznosítását. New York legnagyobb tengerszint feletti magassága az Adirondack egyik tagja, a Marcy-hegy.
New York határos a Nagy-tavak két tagjával, az Erie-tóval és az Ontarióval, melyek a Niagara folyó felé tartanak; a kanadai Ontario és Québec tartományokkal; a Champlain-tóval; három új-angliai állammal (Vermont, Massachusetts, Connecticut); az Atlanti-óceánnal és két Közép-Atlanti állammal (New Jersey és Pennsylvania). Ezen kívül közös vízi határa van Rhode Island-del.

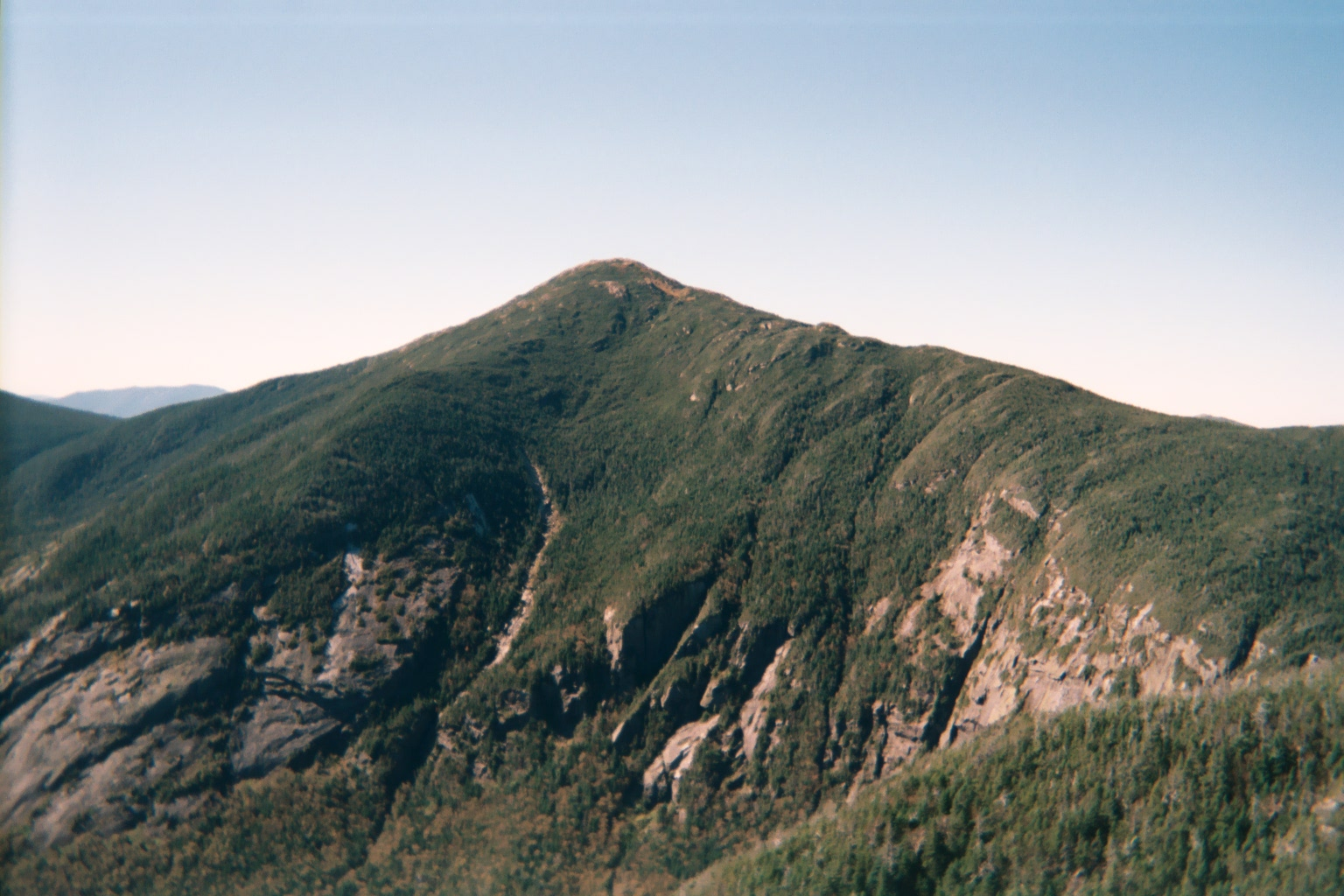
New York állam legmagasabb pontja, a Marcy-hegy

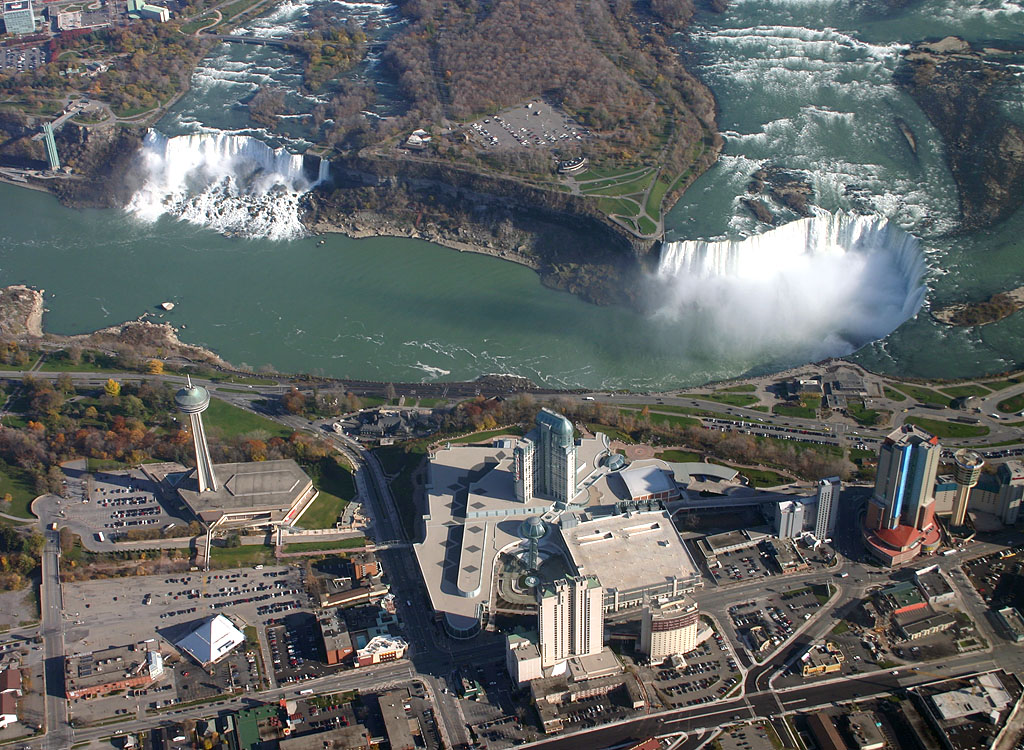
A Niagara-vízesés a kanadai határon

New York városi környezetével ellentétben az állam legnagyobb részét farmok, erdők, folyók, hegyek és tavak uralják. A New York-i Adirondack park a legnagyobb nemzeti park az Egyesült Államokban. Nagyobb, mint a Yellowstone, a Yosemite, a Grand Canyon, a Glacier és az Olympic Nemzeti Parkok együtt. New York első nemzeti parkját 1885-ben hozták létre a Niagara-vízesésnél. A vízesés népszerű úticélja az Egyesült Államokba látogatóknak. A Hudson folyó a Lake Tear of the Clouds nevű gleccsertóból indul és az állam keleti része felé áramlik, anélkül, hogy lecsapolná a George- vagy a Champlain-tavat. A George-tó északi végénél a Champlain-tóba ürül, annak északi vége Kanada irányába nyúlik, ahol belefolyik a Richelieu, majd a Szent Lőrinc-folyókba. New York város öt kerülete közül négy a Hudson torkolatánál fekvő három szigeten helyezkedik el, ezek: Manhattan, Staten Island, illetve Brooklyn és Queens Long Islanden.
Az „állam északi és déli része” kifejezéseket gyakran használják nem hivatalosan New York város és környékének az állam többi részétől való megkülönböztetésére. A kettő között egy határvonal kijelölése nagy viták tárgya. New York északi része egy nem hivatalos és pontatlan meghatározás szerint a Southern Tier-nek nevezett terület, mely a Pennsylvaniával határos vidéket foglalja magában, valamit a North Country, melybe beletartozhat bármi a kanadai határtól kezdve a Mohawk-folyó északi részéig.

### Éghajlat
Általánosságban New Yorkban párás kontinentális az éghajlat, bár a Köppen-féle osztályozás alapján az államban nedves szubtrópusi éghajlat uralkodik. New York időjárását két szárazföldi légtömeg befolyásolja: délnyugatról áramló meleg, párás, és egy északnyugatról jövő hideg, száraz légtömeg.
A telek hosszúak és hidegek az állam magasabban fekvő területein. A téli évszakokban átlagosan −25 °C (−13 °F) vagy alacsonyabb hőmérséklet jellemző az északi platón, a délnyugati és közép-keleti magaslatokon pedig −15 °C (5 °F).
A nyári évszak az Adirondack, a Catskills és a déli plató magasabban fekvő területein hűvös. New York városában és a Hudson-völgy alsóbb részein ezzel szemben igazán meleg, időnként kellemetlenül párás is. Az állam további területei kellemes meleg nyárnak örvendenek, amit alkalmanként rekkenő hőség rombol. A nyári nappali hőmérséklet átlagosan 25-30 °C (70-80 °F), ez az állam legnagyobb részére jellemző.

### Nemzeti parkok

Adirondack Park, az Egyesült Államok legnagyobb parkja

New York államban több nemzeti park található, valamint két nagy védett erdő. Az Adirondack Park területe megegyezik Vermont államéval, ez az Egyesült Államok legnagyobb nemzeti parkja. 1892-ben alapították és 1894-ben kapott állami védelmet. Az elgondolás, ami a park létrehozásához vezetett, először George Perkins Marsh Men and Nature című művében jelent meg 1864-ben. Marsh vitatta azt, hogy az erdők eltűnése elsivatagosodáshoz vezetne; ő azt állította, a Föld olyan sivárrá válna, mint a Hold.
A Catskill Park 1885-ben vált törvény által is védetté, ami kimondja, hogy a területet óvni kell, és sosem idegeníthető el. A 2 800 km2 (700 000 hold) terület hiúzoknak, menyéteknek és vidráknak ad otthont, és nagyjából 400 fekete medve él arra. Az állam számos táborhelyet tart fent a látogatók számára és több mint 480 km ösvény hálózza be a parkot.
A Montauk Point nemzeti parkban található a híres Montauk világítótorony, melyet George Washington elnökségének idején építtetett az Egyesült Államok 2. Kongresszusa. Ez az egyik legfőbb turisztikai látványosság, Suffolk megyében, East Hampton területén áll.
A Hither Hills nemzeti park remek táborozási lehetőségekkel várja a látogatókat, és népszerű úticélja a sporthorgászoknak.

## Történelem
New York államot algonkinok, irokézek és lenape (más néven delaver) törzsek népesítették be, amikor a 17. század elején holland és francia nemzetiségű csoportok költöztek a területre. 1609-ben Henry Hudson állította azt, hogy a régióban holland erőknek kell lenniük Fort Orange-ban, a jelenlegi Albany területén 1614-ben, és 1624-ben a hollandok gyarmatosították mind Albany-t, mind Manhattant. Később, 1664-ben bekebelezték a britek.
A brit kolónia határai, New York területe, nagyjából megegyezik a jelenkori állapottal. Az Amerikai függetlenségi háború csatáinak egyharmada New York területén folyt.

### 17. század
A 17. század során holland kereskedelmi pontokat létesítettek a delavár, irokéz és más bennszülött népektől származó bőrök adásvételére. Az első ilyen kereskedelmi pontok voltak Fort Nassau (1614, a mai Albany közelében), Fort Orange (1624, a mai Albany-tól délre), ami Beverwicjk településsé, majd Albanyvá nőtte ki magát; Fort Amsterdam (1625), ami New Amsterdam várossá, majd a napjainkban ismert nevén New Yorkká fejlődött; és Esopus (1653, napjainkban Kingston). A Rensselaerswyck kolóniával – mely Albany környékén volt – való együttműködés sikere, mely a 19. század közepéig tartott, kulcsfontosságú volt a kolóniák hamar elért sikereiben. Az angolok megszerezték a kolóniát a második angol-holland háború idején és New York tartományaként irányították azt.

### Amerikai függetlenségi háború
Az 1760-as években szerveződött meg a Szabadság Fiai nevű politikai csoport New Yorkban, mely nyíltan szembeszállt a brit uralommal. Az 1765-ös bélyegtörvény kiadása óta működtek aktívan. Fő céljuk egyike volt a bélyegtörvény által kivetett adók beszedésének megakadályozása.

## Demográfia
Kalifornia és Texas után New York az Amerikai Egyesült Államok harmadik legnépesebb állama, ehhez hozzájárul persze a Föld egyik legnagyobb városa, New York is.

### Népességváltozás

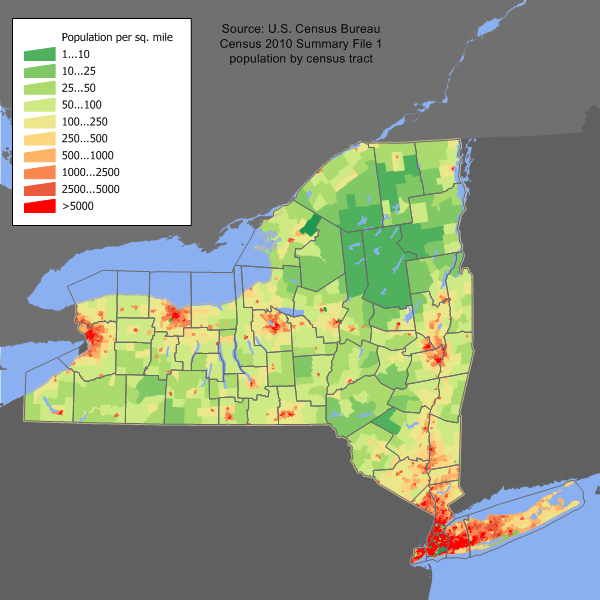
New York állam népsűrűségi térképe

| Lakosok száma | 9 113 614 | 10 385 227 | 13 479 142 | 14 830 192 | 16 782 304 | 17 558 072 | 17 990 455 | 18 976 457 | 19 795 791 | 20 201 249 |
|               | 1910      | 1920       | 1940       | 1950       | 1960       | 1980       | 1990       | 2000       | 2015       | 2020       |

### Etnikumok
Etnikumok [forrás?]
- 62,0% fehér
- 15,9% fekete
- 15,1% latin-amerikai
- 5,5% ázsiai
- 0,4% amerikai őslakó
- 3,1% vegyes

Nemzetiség szerint az első négy helyezett [forrás?]:
- afroamerikai 15,9%
- olasz 14,4%
- ír 12,9%
- német 11,2%

### Legnagyobb városok
(Zárójelben a 2010-es népesség szerepel.)
- New York (8.174.959)
- Buffalo (261.310)
- Rochester (210.565)
- Yonkers (195.976)
- Syracuse (145.170)
- Albany (97.856)
- New Rochelle (77.062)
- Mount Vernon (67.292)
- Schenectady (66.135)
- Utica (62.235)

## Politika és kormányzat
A jelenlegi, 1938-ban elfogadott alkotmánya szerint New York államot, csak úgy, mint az Egyesült Államok többi államát, három ágú kormányzati rendszer irányítja: a végrehajtó hatalom, a törvényhozó hatalom és a bírósági hatalmi ág.
New York fővárosa Albany. További alárendelt politikai egységei 62 megye, illetve 4200 önkormányzati egység, New York városai és falvai. New York állam önkormányzata a legnagyobb az Egyesült Államok területén belül. Az államban erős egyensúlyhiány áll fenn a kormányzati kifizetésekben. New York állam minden egy dollárnyi befizetett adó után 82 centet kap, ezzel az államok listájának az alján, mindössze a 42. helyen áll a kormányzati kifizetések terén.

### Közigazgatás

New York állam megyéi

New York állam gazdasági régiói

Az állam 62 megyéből áll, melyek közül 5 New York város (NYC) egy-egy kerületével egyezik meg.
| - Albany megye - Allegany megye - Bronx megye (Bronx, NYC) - Broome megye - Cattaraugus megye - Cayuga megye - Chautauqua megye - Chemung megye - Chenango megye - Clinton megye - Columbia megye - Cortland megye - Delaware megye - Dutchess megye - Erie megye - Essex megye - Franklin megye - Fulton megye - Genesee megye - Greene megye - Hamilton megye | - Herkimer megye - Jefferson megye - Kings megye (Brooklyn, NYC) - Lewis megye - Livingston megye - Madison megye - Monroe megye - Montgomery megye - Nassau megye - New York megye (Manhattan, NYC) - Niagara megye - Oneida megye - Onondaga megye - Ontario megye - Orange megye - Orleans megye - Oswego megye - Otsego megye - Putnam megye - Queens megye (Queens, NYC) - Rensselaer megye | - Richmond megye (Staten Island, NYC) - Rockland megye - Saratoga megye - Schenectady megye - Schoharie megye - Schuyler megye - Seneca megye - St. Lawrence megye - Steuben megye - Suffolk megye - Sullivan megye - Tioga megye - Tompkins megye - Ulster megye - Warren megye - Washington megye - Wayne megye - Westchester megye - Wyoming megye - Yates megye |

## Turizmus

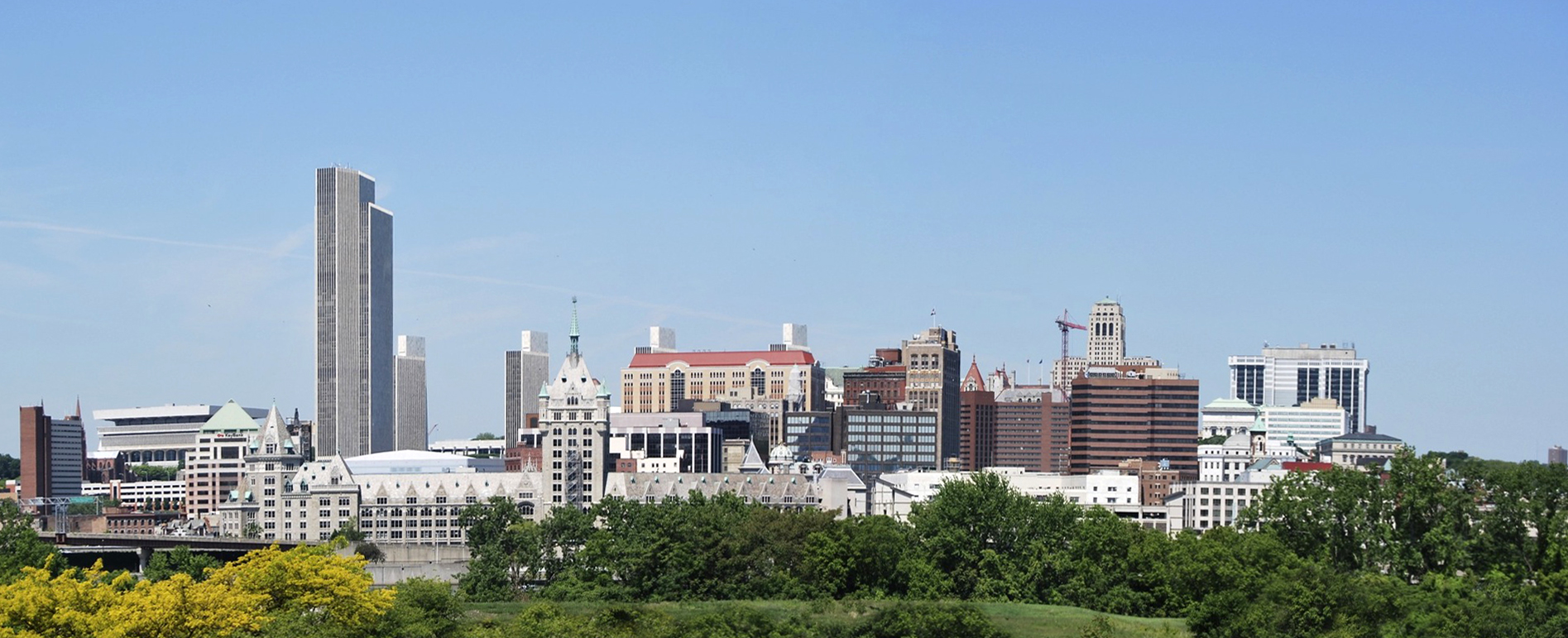
Albany, a főváros
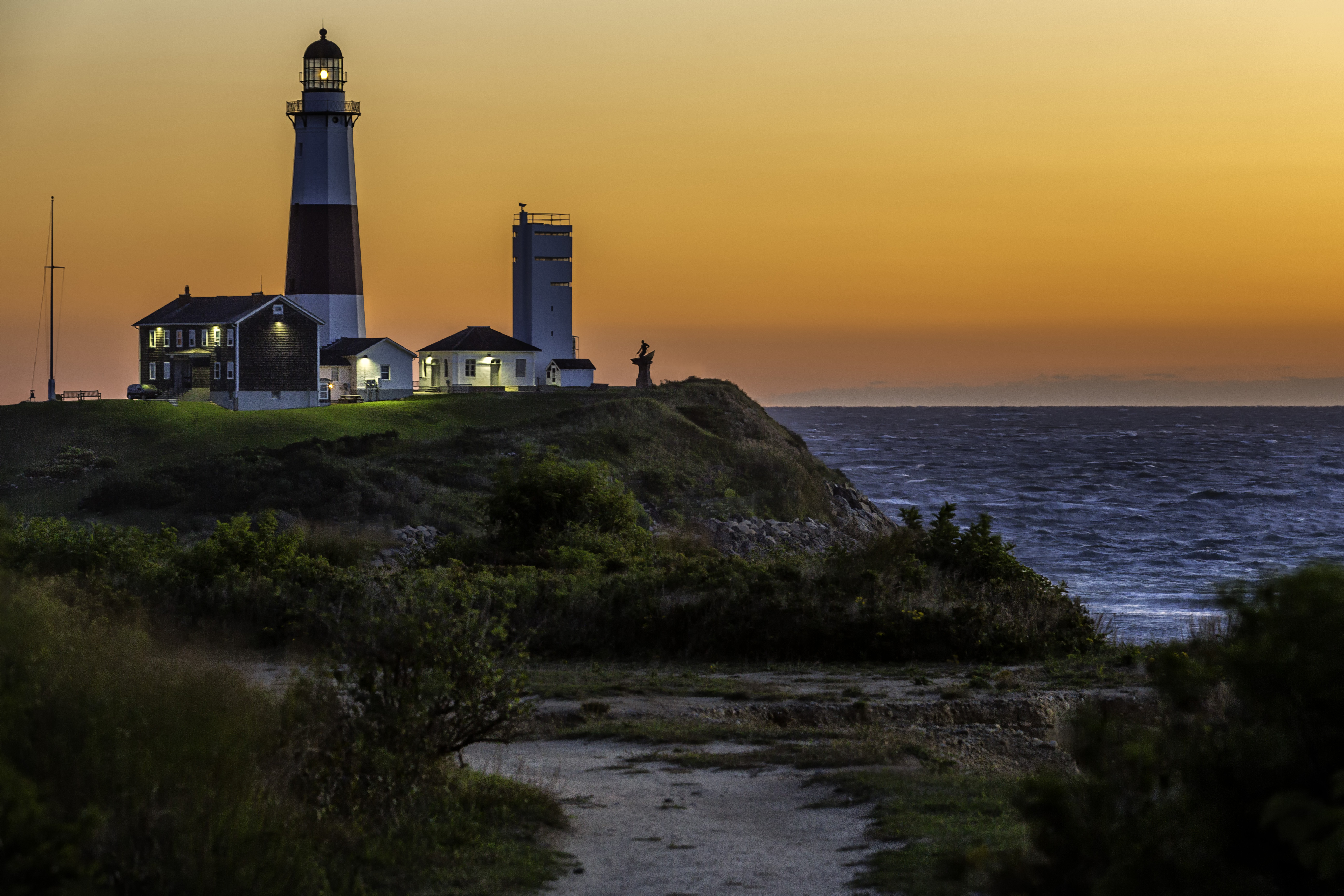
Világítótorony a Long Island-en
Manhattan déli része
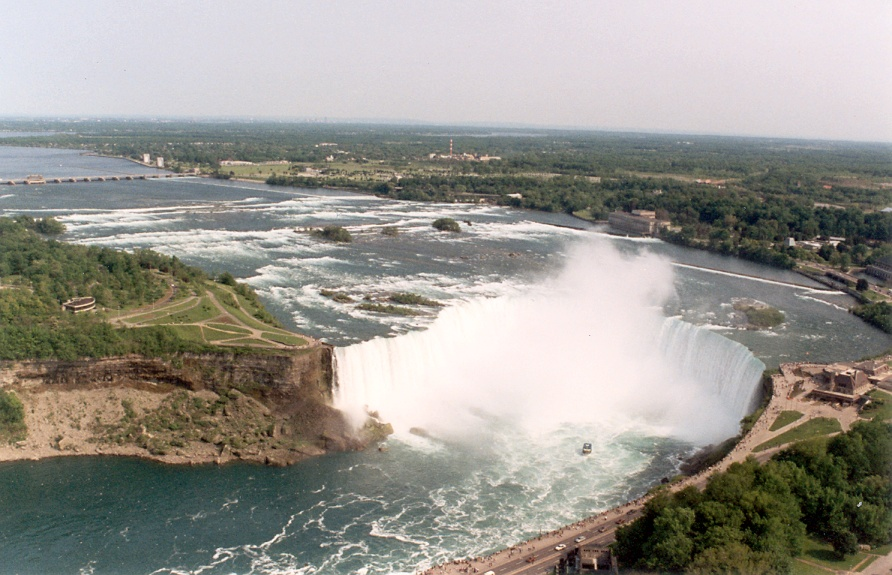
Niagara-vízesés
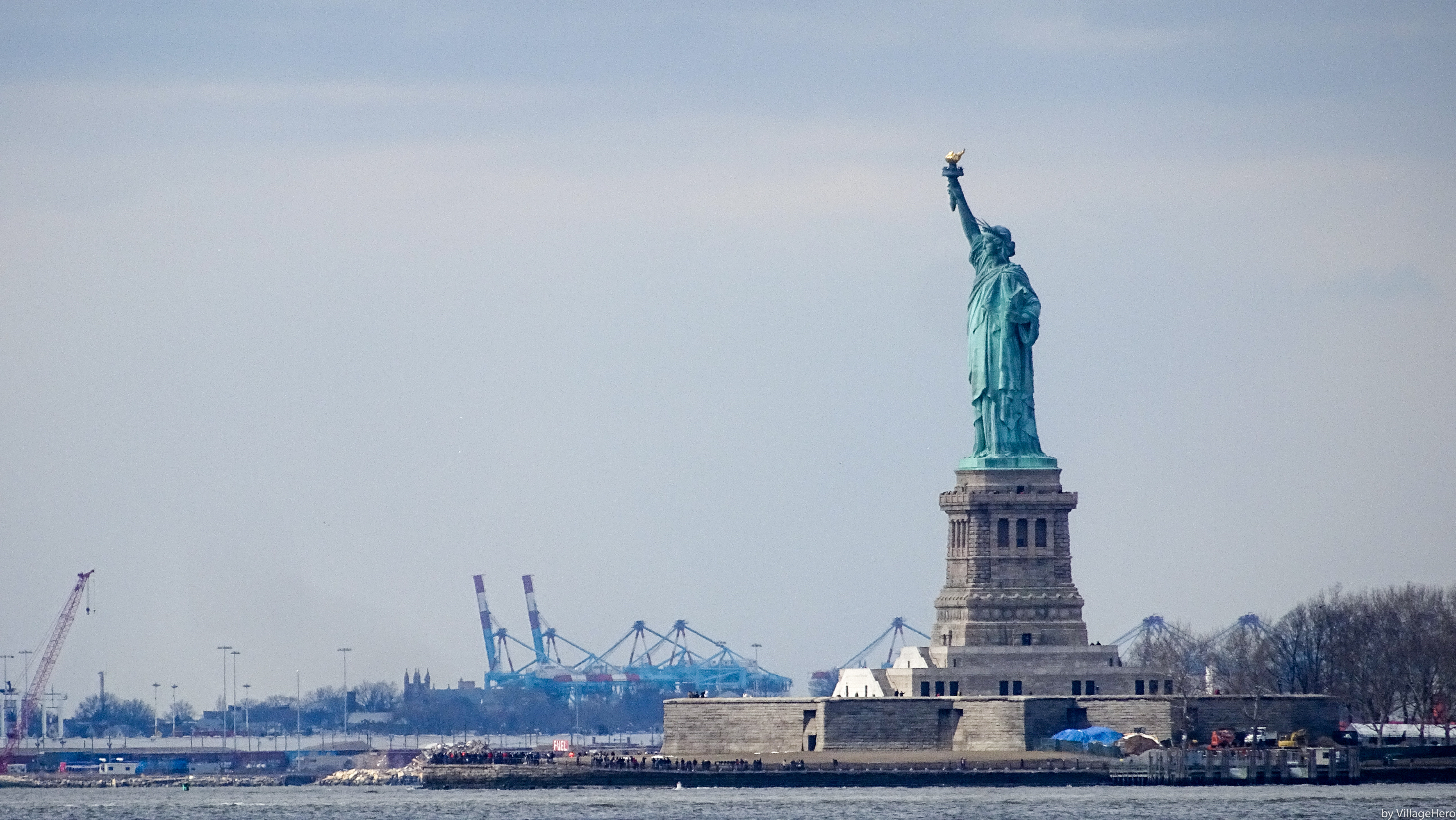
A new yorki Szabadság-szobor